# Erquy
Erquy település Franciaországban, Côtes-d’Armor megyében. Lakosainak száma 3929 fő (2022. január 1.). Erquy La Bouillie, Pléneuf-Val-André, Plurien és Saint-Alban községekkel határos.

## Népesség
A település népességének változása:
| Lakosok száma | 2998 | 3426 | 3568 | 3742 | 3895 | 3898 | 3910 | 3922 | 3916 | 3929 |
|               | 1968 | 1982 | 1990 | 2006 | 2013 | 2015 | 2017 | 2019 | 2020 | 2022 |